# Anton Puciła
Anton Puciła (biał. Антон Пуціла, ros. Антон Путило, Anton Putiło; ur. 10 czerwca 1987 w Orsze) – białoruski piłkarz, grający na pozycji środkowego pomocnika, reprezentant Białorusi. Od 2015 roku gra w Gaziantepsporze.

## Statystyki
(stan na 14 maja 2011)
| Klub                 | Sezon        | Liga             | Ligi krajowe | Ligi krajowe | Puchary krajowe | Puchary krajowe | Puchary kontynentalne | Puchary kontynentalne | Łącznie | Łącznie | Łącznie |
| Klub                 | Sezon        | Liga             | Mecze        | Bramki       | Mecze           | Bramki          | Mecze                 | Bramki                | Mecze   | Bramki  |         |
| -------------------- | ------------ | ---------------- | ------------ | ------------ | --------------- | --------------- | --------------------- | --------------------- | ------- | ------- | ------- |
| Dynama Mińsk         | 2004         | Wyszejszaja liha | 3            | 0            | 2               | 0               | 6                     | 0                     | 11      | 0       |         |
| Dynama Mińsk         | 2005         | Wyszejszaja liha | 15           | 0            | 3               | 0               | –                     | –                     | 18      | 0       |         |
| Dynama Mińsk         | 2006         | Wyszejszaja liha | 9            | 1            | 1               | 0               | 4                     | 0                     | 14      | 1       |         |
| Dynama Mińsk         | 2007         | Wyszejszaja liha | 21           | 1            | 1               | 1               | 3                     | 1                     | 25      | 3       |         |
| Hamburger SV         | 2007/2008    | Bundesliga       | 3            | 0            | –               | –               | –                     | –                     | 3       | 0       |         |
| Hamburger SV         | 2008/2009    | Bundesliga       | –            | –            | –               | –               | –                     | –                     | 0       | 0       |         |
| Dynama Mińsk         | 2009         | Wyszejszaja liha | 22           | 3            | 5               | 2               | 2                     | 0                     | 29      | 5       |         |
| Dynama Mińsk         | 2010         | Wyszejszaja liha | 19           | 6            | –               | –               | 5                     | 3                     | 24      | 9       |         |
| SC Freiburg          | 2010/2011    | Bundesliga       | 25           | 0            | –               | –               | –                     | –                     | 26      | 0       |         |
| SC Freiburg          | 2011/2012    | Bundesliga       | 19           | 0            | –               | –               | –                     | –                     | 19      | 0       |         |
| SC Freiburg          | 2012/2013    | Bundesliga       | 2            | 0            | –               | –               | –                     | –                     | 2       | 0       |         |
| Wołga Niżny Nowogród | 2012/2013    | Priemjer-Liga    | 11           | 0            | –               | –               | –                     | –                     | 11      | 0       |         |
| Suma                 | Dynama Mińsk | Dynama Mińsk     | 89           | 11           | 12              | 3               | 20                    | 4                     | 121     | 18      |         |
| Suma                 | Hamburger SV | Hamburger SV     | 3            | 0            | –               | –               | –                     | –                     | 3       | 0       |         |
| Suma                 | SC Freiburg  | SC Freiburg      | 46           | 0            | –               | –               | –                     | –                     | 47      | 0       |         |